# Fuchsia excorticata
Espèce

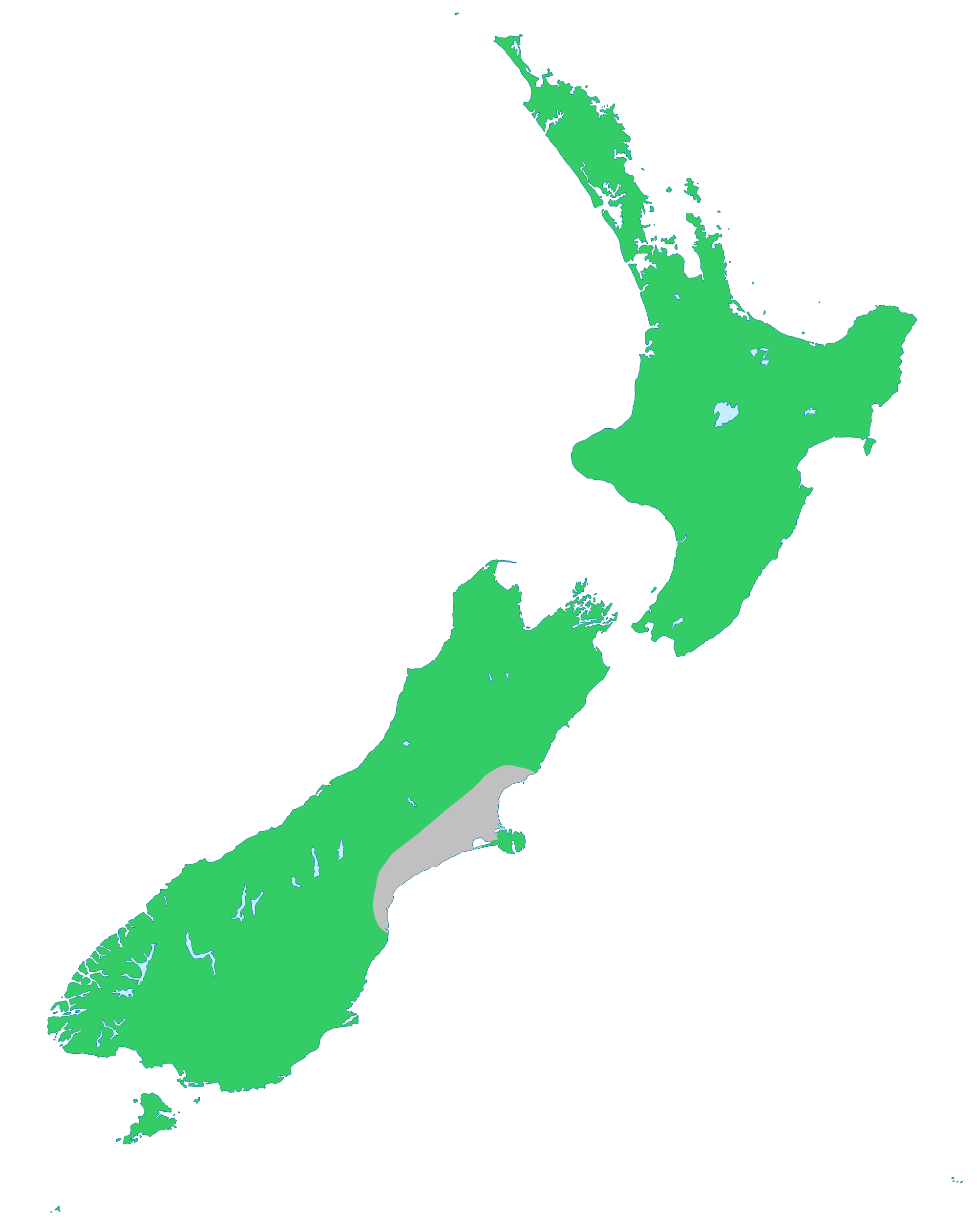
Aire de répartition naturelle de Fuchsia excorticata.

Fuchsia excorticata est une espèce de plante à fleurs de la famille des Onagraceae. C'est un arbre originaire de Nouvelle-Zélande qui est facilement reconnaissable dans son environnement d'origine à l'aspect caractéristique de son écorce, qui se détache spontanément, s'accrochant en bandes papyracées rouges pour laisser apparaître une écorce pâle en dessous. Son nom scientifique, excorticata, reflète cette propriété distinctive.

## Description
Fuchsia excorticata est la plus grande espèce de Fuchsia au monde. Cette espèce diffère en apparence des autres espèces de Nouvelle-Zélande. Cette espèce est à feuilles caduques et se trouve le plus souvent sous forme d'arbre ou d'arbuste. Elle atteint généralement une hauteur moyenne de 12 m. Elle se distingue par une écorce brun clair/orange, extrêmement fine et semblable à du papier, qui se détache par bandes. Le diamètre global du tronc est généralement de 60 cm avec des branches robustes qui s'étendent vers l'extérieur.

### Feuilles
Les pétioles minces sont d'environ 1-4 cm de long. Les feuilles peuvent mesurer jusqu'à 11 cm et avoir une largeur de 11,5-3 cm. Les feuilles ont tendance à prendre une forme oblongue avec une base arrondie. Les feuilles de Fuchsia excorticata ont un épiderme lisse à l'exception de la marge et des nervures. Le bord de la feuille est dentelé de petites dents. La couleur des feuilles peut varier, la face supérieure étant généralement vert foncé et la face inférieure plus pâle et plus argentée. Les feuilles peuvent parfois être teintées de rouge ou de violet. Fuchsia excorticata est peu commun pour sa caractéristique d'être à feuilles caduques dans les zones méridionales de la Nouvelle-Zélande, où la majorité des espèces concurrentes sont de grandes espèces à feuilles persistantes. Par conséquent, pendant les mois d'hiver, Fuchsia excorticata se fait remarquer par le fait qu'elle n'a que peu ou pas de feuilles.

### Fleurs
Les fleurs sont vertes lorsqu'elles sont jeunes, puis deviennent rouge vif, rose ou pourpre et émergent souvent de la tige principale. Les fleurs sont solitaires et pendantes. Les quatre sépales voyants ont tendance à mesurer de 15 à 16 mm de long. Les filaments mesurent de 17 à 12 mm de long et sont de couleur pourpre. Les fleurs de Fuchsia excorticata sont gynodioïques. Les jeunes fleurs vertes sont plus visibles pour les pollinisateurs sur l'écorce orangée et contiennent plus de nectar, ce qui est un signal pour les pollinisateurs. Les fleurs rouges plus anciennes contiennent beaucoup moins de nectar et sont moins visibles pour les oiseaux pollinisateurs.

### Fruits
Les baies mesurent environ 11 mm de long, sont de forme ellipsoïde-oblongue, de couleur pourpre foncé à presque noire.

## Répartition et habitat
Fuchsia excorticata est endémique de la Nouvelle-Zélande.
Fuchsia excorticata est présent dans les îles du Nord et du Sud, ainsi que sur l'île Stewart et les îles Auckland.

### Habitat préférentiel
On le trouve communément dans toute la Nouvelle-Zélande et jusqu'aux Îles Auckland. Il pousse du niveau de la mer jusqu'à environ 1 000 m, en particulier le long des ruisseaux et des rivières.
Fuchsia excorticata est commun dans les zones forestières de plaine et de basse montagne, en particulier à la lisière des forêts, dans les clairières et le long des cours d'eau. Même si une forêt est sur le point d'être détruite ou est détruite, les fuchsias arborescents restent le plus souvent debout car ils sont pratiquement indestructibles. Cette espèce est également abondante dans les régions montagneuses froides de l'île du Sud.

### Cycle de vie/phénoménologie
Les graines de Fuchsia excorticata sont assez petites, mais on sait qu'elles sont persistantes dans le sol. On ne sait pas combien de temps elles sont viables, mais elles peuvent germer en deux semaines seulement si les conditions sont favorables. Dans l'obscurité, la germination peut prendre jusqu'à huit semaines. En raison de la petite taille des graines, les plantules sont fragiles et peuvent avoir du mal à s'établir. F. excorticata est une espèce gynodioïque, ce qui signifie qu'elle a des parties hermaphrodites (mâle et femelle) et des parties femelles séparées. Les plantes femelles ont beaucoup plus de mal à être pollinisées, en raison du nombre limité d'oiseaux (essentiellement le Méliphage tui et le Méliphage carillonneur), qui sont les principaux pollinisateurs de F. excorticata. Cette espèce fleurit d'août à décembre et produit des baies de décembre à mars.

### Préférence pour le sol
Fuchsia excorticata peut pousser dans un sol riverain et peut être utilisé comme précédent dans les zones où les conditions et les sols ne sont pas les meilleurs. Il aime les sols humides avec une canopée au-dessus pour lui fournir de l'ombre.

### Prédateurs, parasites et maladies
Les oiseaux locaux (tels que le Méliphage tui, le Méliphage carillonneur, le Carpophage de Nouvelle-Zélande et le Zostérops à dos gris) se nourrissent de Fuchsia excorticata. Méliphage tui et Carpophage de Nouvelle-Zélande mangent les fleurs et les fruits ; les autres oiseaux consomment le nectar. Fuchsia excorticata peut être, et a été dans certains endroits, repoussé de son habitat par des plantes concurrentes telles que le « fruit de la passion banane » (Passiflora supersect. Tacsonia) et le buddleia. Certains mammifères, tels que les chèvres, sont connus pour s'attaquer au fuchsia, mais ils n'ont pas un effet aussi important que les opossums. Ces derniers mettent l'arbre en danger parce qu'ils mangent les fruits et les graines, et ce sans s'arrêter lorsque la production de graines est faible.

## Galerie

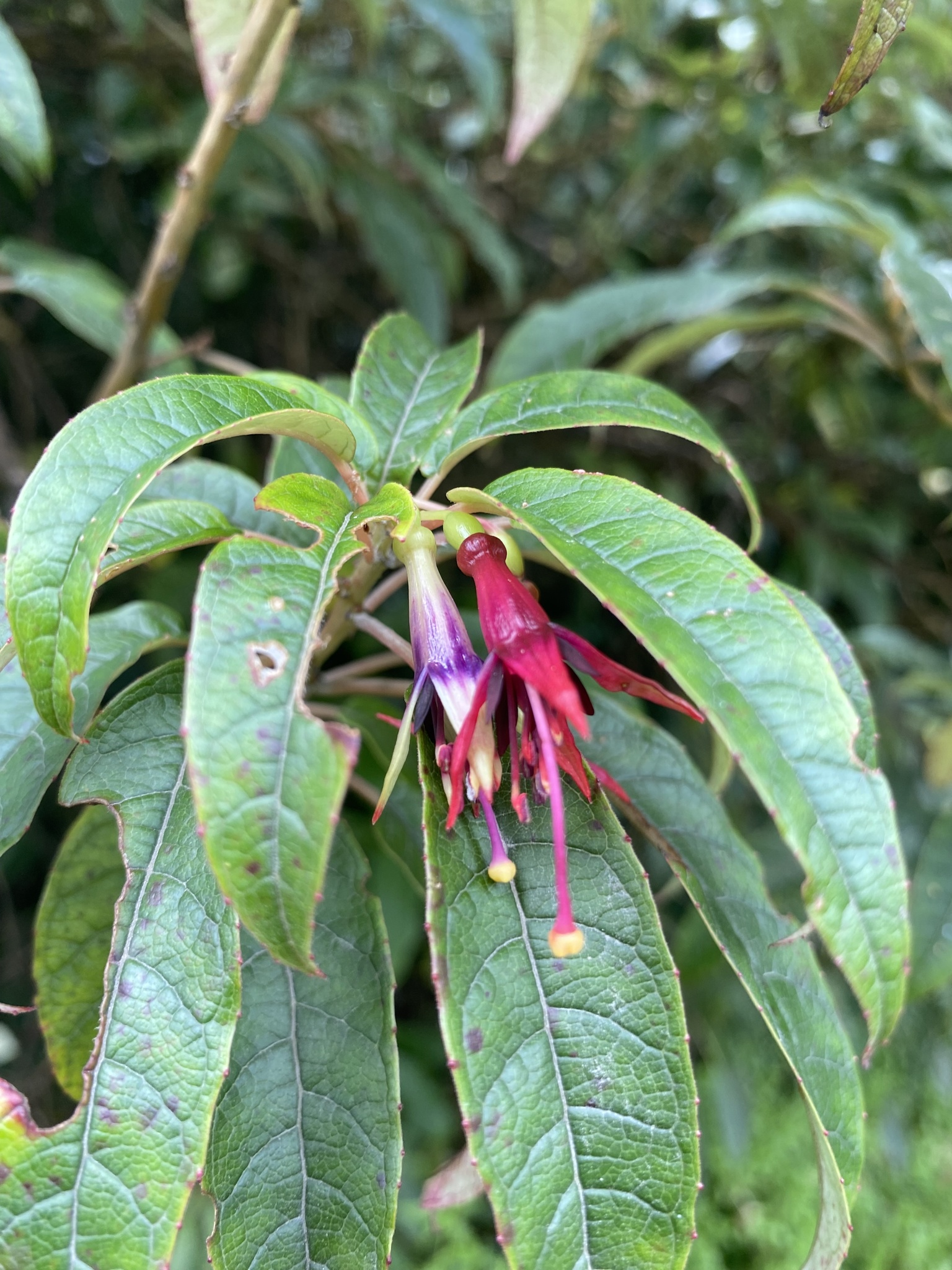
Fleurs.
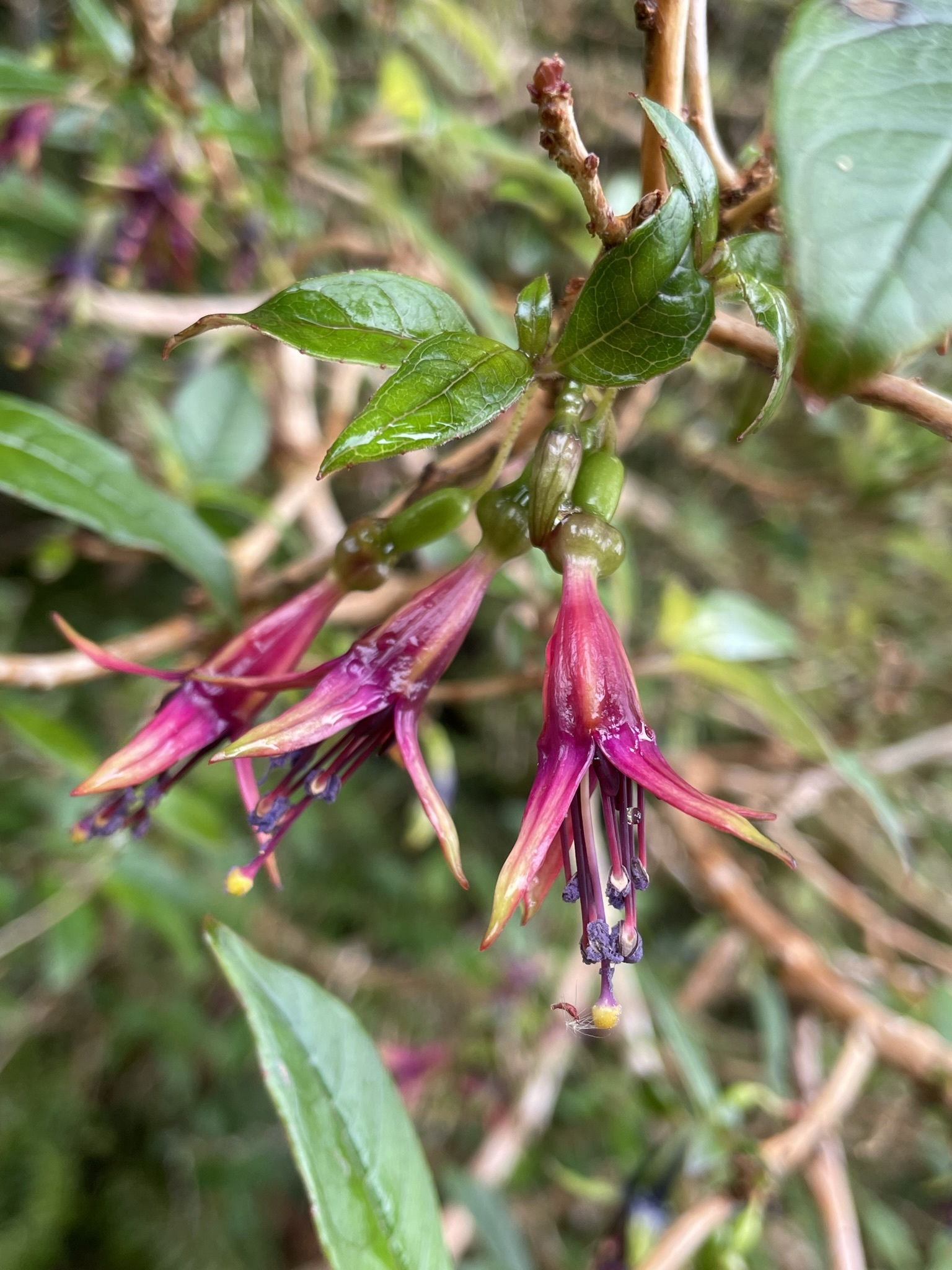
Groupe de fleurs.
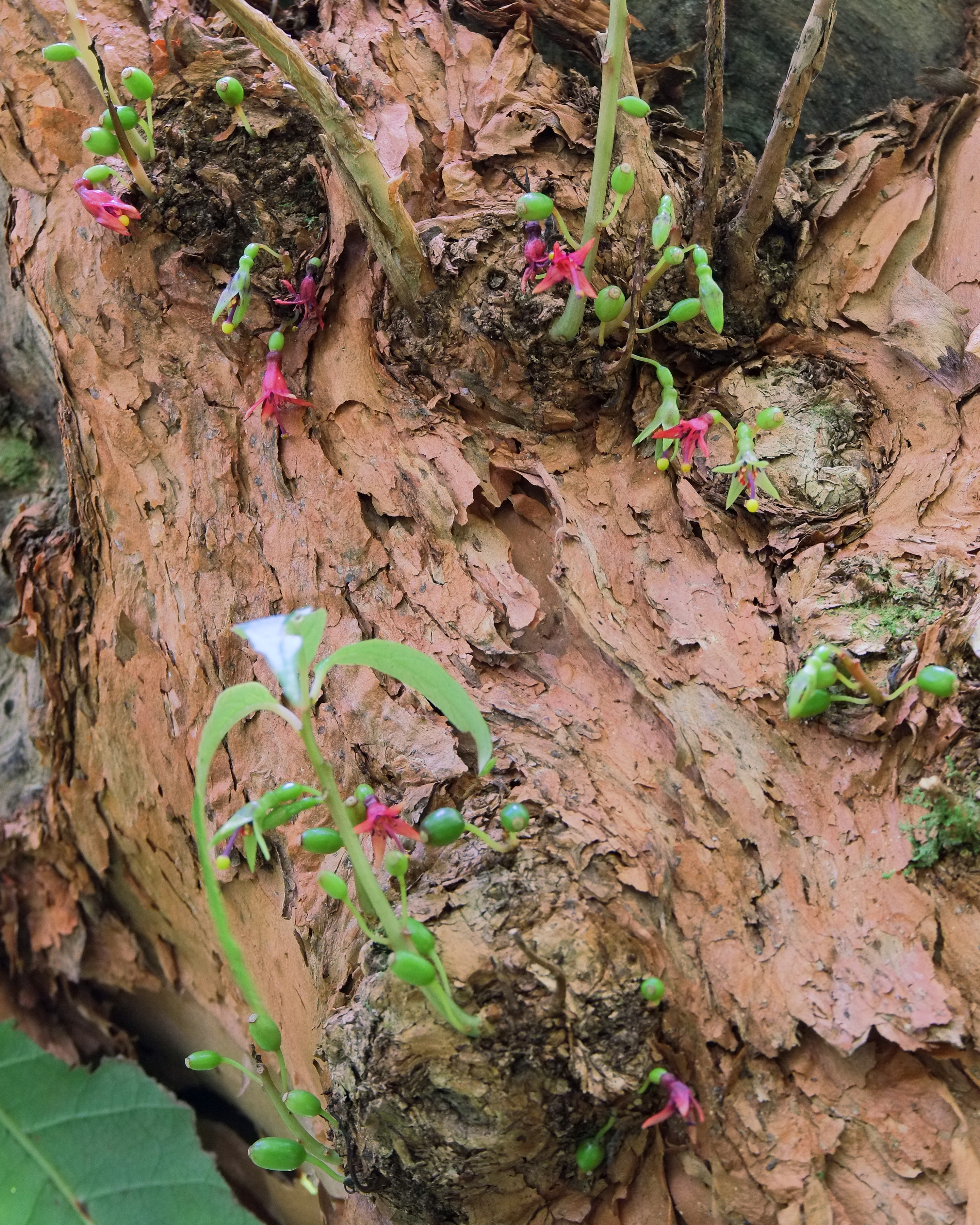
Fleurs sur le tronc.
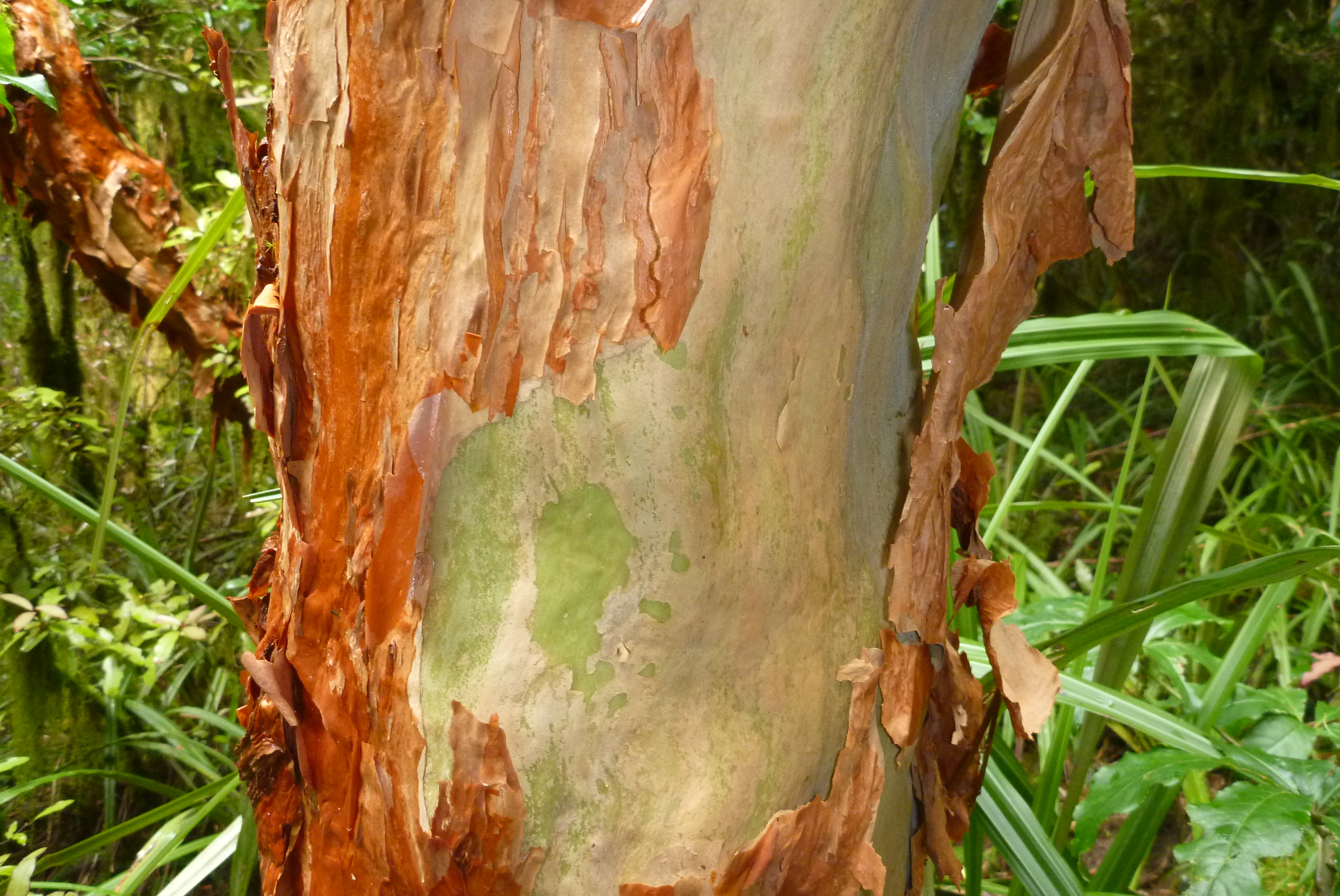
Écorce.
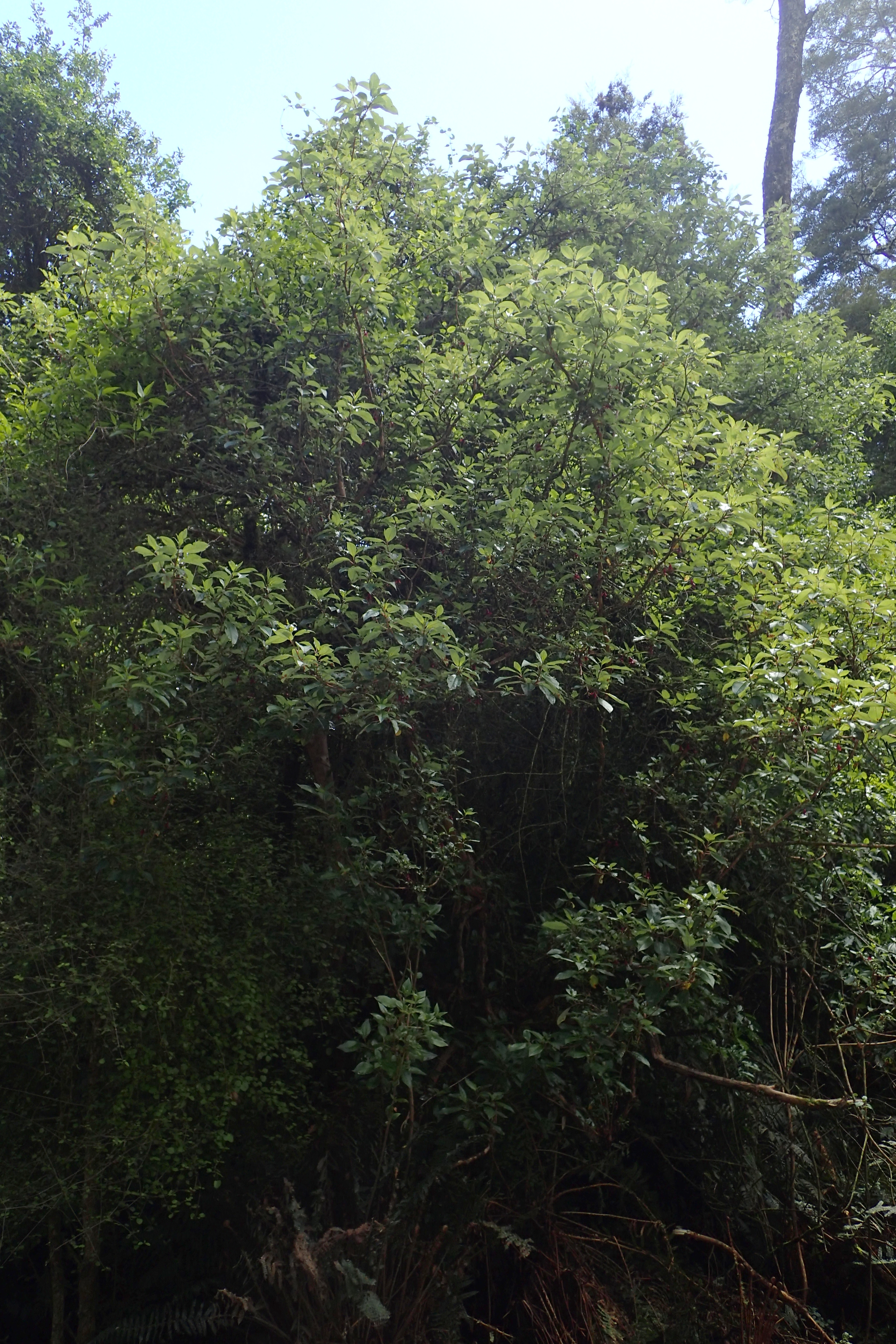
Plant adulte.

## Utilisations
La petite baie violet foncé est sucrée et juteuse. Elle était appréciée des Māori qui, de manière inhabituelle, lui ont donné leur propre nom, kōnini ou māti ; elle était également consommée par les colons européens en Nouvelle-Zélande sous forme de confitures et de puddings.

### Utilisations culturelles
Connue sous le nom de kōtukutuku en Māori, Fuchsia excorticata avait de nombreuses utilisations pour le peuple Māori et les premiers colons de Nouvelle-Zélande. Cette plante était notamment utilisée comme aliment de base, dans les confitures et par les femmes māoris dans les bains de vapeur après l'accouchement. Les tanins de son écorce ont été utilisés comme agent naturel dans le tannage du cuir. Fuchsia excorticata a également été utilisé pour produire des teintures aux couleurs vives.

## Systématique
Le nom correct complet (avec auteur) de ce taxon est Fuchsia excorticata (J.R.Forst. & G.Forst.) L.f..
L'espèce a été initialement classée dans le genre Skinnera sous le basionyme Skinnera excorticata J.R.Forst. & G.Forst.
Fuchsia excorticata a pour synonyme :
- Skinnera excorticata J.R.Forst. & G.Forst.

Ce taxon porte les noms vernaculaires ou normalisés suivants : 
- en anglais, Tree fuchsia, New Zealand fuchsia ;
- en māori, kōtukutuku.

## Étymologie
Le nom māori kōtukutuku est dérivé de tukutuku qui signifie « laisser aller » en référence à son écorce floconneuse.
Le nom du fruit kōnini provient d'un terme de Polynésie orientale désignant Caulerpa racemosa, auquel le fruit en développement ressemble Māti vient du proto-polynésien mati désignant à l'origine Ficus tinctoria (comparer tahitien : mati, tongien : masi).